# ویتورف
ویتورف (به آلمانی: Wittorf) یک شهر در آلمان است که در لونبورگ واقع شده‌است. ویتورف ۱٬۴۴۴ نفر جمعیت دارد.